# Златьовица
Златьовица е сравнително обширна, пресечена местност с големи пасища в Същинска Средна гора, граница за землищата на община Пирдоп, на село Душанци и на град Копривщица. На територията ѝ историкът проф. Петър Мутафчиев локализира осем изкуствени гробищни могили и останки от древна крепост. Много извори, започващи от тук, дават началото на река Златоьовишко дере.
Според мнения на изследователи точно през тази местност през декември 1443 г. армията на крал Владислав III Ягело се опитва да премине през Средна гора на път за Стрелча и Пловдив, но тя е отблъсната от османските сили и принудена да отстъпи назад в Битката при Златица. Твърдението не е съвсем лишено от основание, защото е видно, че в този район и днес могат да се открият следи от стар римски път, водещ почти по билото на планината към Филипопол и Августа Траяна. Справки, направени за тази епоха, показват, че това е най-прекият, най-правият и най-лесно достъпен път от София към Тракия. За него говори в хрониката си и Леонид Дукас. Летописецът посещава тези места през 1455 г. като водач и преводач на генуезкият княз Доменико Гатилузио, когато той пристига тук, за да поднесе почитанията си на султан Мехмед II.
През 1862 г. Драгой войвода от Копривщица, бранителят на овчарите в Средногорието, загива в сражение с турците в местността Златьовица. Канарата, край която пада войводата, е наречена Драгоин връх.
Всички селищни и надгробни могили и средновековни отбранителни валове са обявени за паметници на културата в категория „С Национално значение“. Разпореждане на МС № 1711 от 22 ноември 1962 г.